# Детлеф Окрент
Детлеф Окрент (нім. Detlef Okrent, 26 жовтня 1909 — 24 січня 1983) — німецький хокеїст на траві.
Срібний призер Олімпійських Ігор 1936 року.